# Asteracmea
Asteracmea is een geslacht van weekdieren uit de klasse van de Gastropoda (slakken).

## Soorten
- Asteracmea axiaerata (Verco, 1912)
- Asteracmea crebristriata (Verco, 1904)
- Asteracmea illibrata (Verco, 1906)
- Asteracmea oliveri Laws, 1950 †
- Asteracmea roseoradiata (Verco, 1912)
- Asteracmea stowae (Verco, 1906)
- Asteracmea suteri (Iredale, 1915)